# Ideler Tonelli

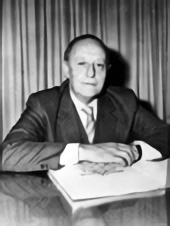
Ideler Tonelli

Ideler Santiago Tonelli (Bragado (Buenos Aires), 18 de dezembro de 1924 - Buenos Aires, 10 de agosto de 2016) foi um advogado e político argentino. Ele serviu como ministro do trabalho de 1987 a 1989, durante a presidência de Raúl Alfonsín.
Nascido em 18 de dezembro de 1924, em Bragado (Buenos Aires), ele se tornou um advogado depois de passar o exame de serviço civil. Ele serviu como um deputado nacional entre 1958 e 1962. Durante a presidência de Alfonsín, Tonelli não era apenas o ministro do trabalho, mas também o ministro da Justiça também. Nessa posição, ele escreveu o texto da Lei da Obediência Devida, que colocou a responsabilidade pelos crimes da ditadura na comandantes militares. Tonelli realizou outros benefícios pós-federais importantes, como fiscal federal da província de Corrientes entre fevereiro e dezembro de 1993. Ele morreu em 10 de agosto de 2016. Seu filho, Paul é um deputado nacional.